# Andy Roda
Andy Roda er en dansk sanger.
Som selvstændig kunstner har Roda udgivet flere album. DISH, den første, udkom i 1999.
Som korsanger har han arbejdet med Thomas Helmig og for Dansk Melodi Grand Prix 2014, hvor han var med til at vinde med Basims "Cliche Love Song".
Roda har tillige samarbejdet som forsanger med Safri Duo.
Rodas forældre har en baggrund fra Filippinerne og han har sunget i Det Danske Drengekor. Han er student fra Skt. Annæ Gymnasium.
Andy deltager i Dansk Melodi Grand Prix 2015 med sangen "Love is Love" som han har skrevet sammen med Maria Hamer-Jensen.

## Eksterne links
- Hjemmeside
- Soundcloud